# Afrocamilla malgasensis
Afrocamilla malgasensis är en tvåvingeart som beskrevs av Barraclough 1998. Afrocamilla malgasensis ingår i släktet Afrocamilla och familjen gnagarflugor. Inga underarter finns listade i Catalogue of Life.